# Tadeusz Stanisław Wiśniewski
Tadeusz Stanisław Konstanty Zefiryn Wiśniewski z Wiśniewa herbu Prus I (ur. 26 sierpnia 1824 we Lwowie, zm. 8 stycznia 1888 w Krystynopolu)) – hrabia, szambelan i polityk.

## Życiorys
Tadeusz Stanisław Wiśniewski urodził się 26 sierpnia 1824 we Lwowie, w polskiej rodzinie ziemiańskiej Wiśniewskich herbu Prus I.
Był synem Jana Wojciecha i Teresy z Kownackich herbu Ślepowron.
29 grudnia 1876 w Wiedniu otrzymał tytuł hrabiego; szambelan cesarza Franciszka Józefa I.
Właściciel dóbr: Krystynopol, Nowy Dwór, Kłusów, Żużel, Sulimów, Zubków w powiecie sokalskim w Galicji. Poseł na sejm Galicyjski (1868-1870) – wybrany w I kurii obwodu Żółkiew, z okręgu wyborczego Żółkiew 1 września 1868, na miejsce Józefa Pajączkowskiego. Członek Rady Powiatu Sokalskiego (1867).
18 października 1856 w Chlumetz poślubił, mającą wówczas niespełna 16 lat, hr. Juliannę von Stadion-Warthausen und Thannhausen (ur. 1840, zm. 1899).
Dzieci:
- hr. Stanisław Józef Alojzy Maria Leopold Wiśniewski (ur. 1859, zm. 1940), szambelan C.K. (11 czerwca 1887), p. por 11 pułku ułanów austriackich,
- hr.Jarosław Klemens Julian Wiśniewski (ur. 26 lutego 1861, zm. 1940)
- hr. Witold Karol Edward Maria Alexander Wiśniewski (ur. 1862, zm. 1901), ksiądz, szambelan papieski.
- hr. Teresa Anna Maria Julianna Konstancja Regina Wiśniewska (ur. 1867, zm. 1960), 2 czerwca 1887 poślubiła w Krystynopolu Konstantego Rembielińskiego h. Lubicz[3].